# Манорик, Андрей Васильевич
Андрей Васильевич Манорик (1921—1974) — украинский учёный, физиолог растений, доктор биологических наук (1970), профессор (1973), член-корреспондент АН УССР (1973). Специализировался на физиологии культурных растений. Его работы посвящены корневому питанию растений и азотфиксации бобовыми растениями. Основал научную школу физиологии симбиотической азотфиксации.

## Биография
Родился 1 сентября 1921 года в селе Вербовка Винницкой области. 
В 1940—1945 гг. служил в Советской Армии, участвовал в Великой Отечественной войне. Награждён медалями «За оборону Москвы», «За освобождение Варшавы», «За взятие Берлина».
В 1948 году окончил обучение в Уманском сельскохозяйственном институте. Преподавал в Бобрицком сельскохозяйственном техникуме в 1948—1951.
С 1951 года работал в Институте физиологии растений АН УССР, сначала аспирантом, затем младшим научным сотрудником (1954—1955), заместителем директора по научной работе (1956—1973). В 1973—1974 гг. — директор института.
В 1954 году вступил в Всесоюзное химическое общество имени Д. И. Менделеева.
В 1969—1974 был заместителем редактора научного журнала «Физиология и биохимия культурных растений».
Умер в Киеве 25 июня 1974 года.
Его сын, Манорик, Пётр Андреевич — доктор химических наук, профессор, заведующий отделом Института физической химии имени Л. В. Писаржевского. 